# Somlek Sakdikul
Somlek Sakdikul ou Somchai Sakdikul (Thai : สมเล็ก ศักดิกุล / สมชาย ศักดิกุล), né le 17 août 1953, est un acteur et musicien thaïlandais.

## Filmographie
- 2001 : Monrak Transistor[1],[2]
- 2002 : Mekhong Full Moon Party
- 2003 : Buppak Rahtree
- 2004 : Headless Hero 2[3]
- 2004 : The Overture (Hom Rong)
- 2004 : SARS Wars[4]
- 2004 : M.A.I.D: Mission Almost Impossible Done (Jaew)[5]
- 2005 : The Holy Man
- 2009 : Bangkok Adrenaline
- 2013 : Coffee Please